# Porphyrinia derufata
Porphyrinia derufata är en fjärilsart som beskrevs av W. Warren 1913. Porphyrinia derufata ingår i släktet Porphyrinia och familjen nattflyn. Inga underarter finns listade i Catalogue of Life.

## Bildgalleri

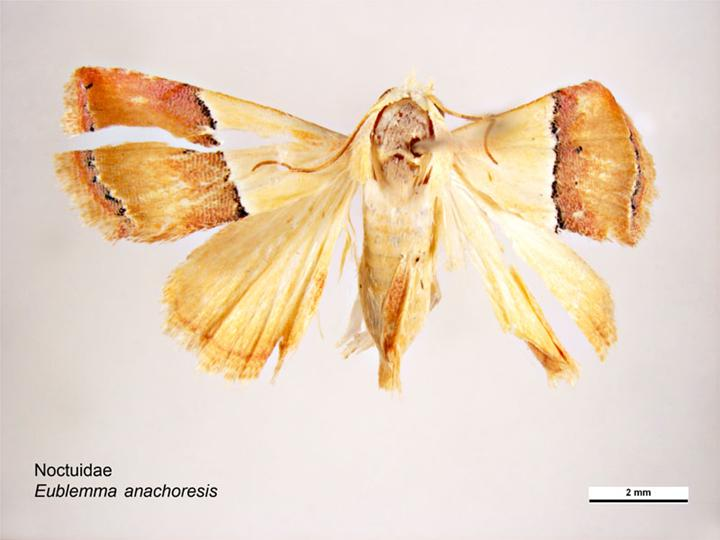
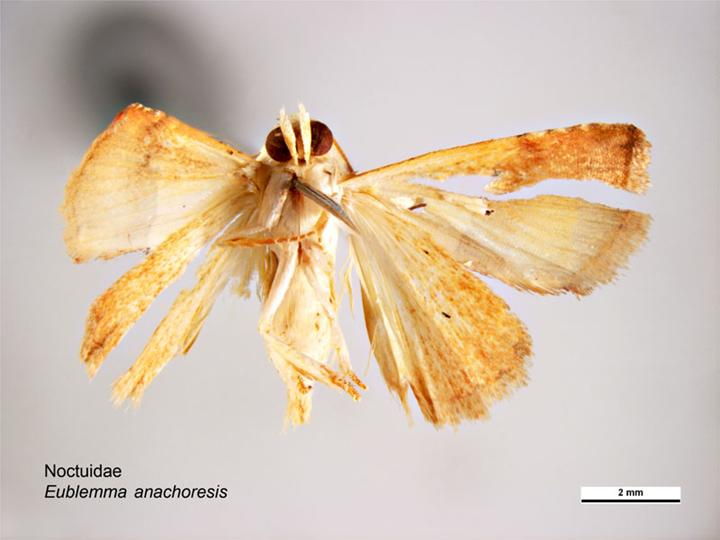